# Ahmed Qasem
Ahmed Qasem, född 12 juli 2003, är en svensk fotbollsspelare som spelar för Nashville SC.

## Karriär
Qasems moderklubb är LSW IF och han gick därefter till Motala AIF. Qasem spelade 25 ligamatcher och gjorde fyra mål för klubben i Division 2 2019. Säsongen 2020 spelade han 29 ligamatcher och gjorde fyra mål i Ettan Södra.
Den 18 januari 2021 värvades Qasem av IF Elfsborg. Qasem tävlingsdebuterade den 28 februari 2021 i en 4–1-vinst över Utsiktens BK i Svenska cupen, där han blev inbytt i den 81:a minuten mot Simon Olsson. Qasem gjorde sin allsvenska debut den 2 maj 2021 i en 1–0-förlust mot AIK, där han blev inbytt i den 84:e minuten mot Jeppe Okkels.
I februari 2025 värvades Qasem av Major League Soccer-klubben Nashville SC, där han skrev på ett treårskontrakt med option på ytterligare ett år.